# Snowboard-Weltcup 2020/21
Der Snowboard-Weltcup 2020/21 war eine von der FIS organisierte Wettkampfserie, die am 12. Dezember 2020 in Cortina d’Ampezzo begann und am 28. März 2021 in Silvaplana endete. Ausgetragen wurden Wettbewerbe in den Disziplinen Parallelslalom, Parallel-Riesenslalom, Snowboardcross, Halfpipe, Slopestyle und Big Air.
Der untenstehende Wettkampfplan beruht auf dem Stand vom 7. Januar 2021. Aufgrund der COVID-19-Pandemie wurden mehrere der ursprünglich angesetzten Weltcup-Veranstaltungen verschoben oder abgesagt.

## Männer

### Podestplätze
| Datum             | Austragungsort       | Disziplin             | Sieger               | Zweiter            | Dritter             |
| ----------------- | -------------------- | --------------------- | -------------------- | ------------------ | ------------------- |
| 12. Dezember 2020 | Cortina d’Ampezzo    | Parallel-Riesenslalom | Roland Fischnaller   | Aaron March        | Benjamin Karl       |
| 17. Dezember 2020 | Carezza              | Parallel-Riesenslalom | Benjamin Karl        | Andreas Prommegger | Žan Košir           |
| 9. Januar 2021    | Kreischberg          | Big Air               | Maxence Parrot       | Sven Thorgren      | Mons Røisland       |
| 9. Januar 2021    | Scuol                | Parallel-Riesenslalom | Igor Slujew          | Michał Nowaczyk    | Tim Mastnak         |
| 12. Januar 2021   | Bad Gastein          | Parallelslalom        | Aaron March          | Dmitri Loginow     | Andreas Prommegger  |
| 22. Januar 2021   | Laax                 | Slopestyle            | Niklas Mattsson      | Leon Vockensperger | Marcus Kleveland    |
| 23. Januar 2021   | Laax                 | Halfpipe              | Yūto Totsuka         | Scott James        | Hirano Ruka         |
| 23. Januar 2021   | Chiesa in Valmalenco | Snowboardcross        | Glenn de Blois       | Éliot Grondin      | Lorenzo Sommariva   |
| 24. Januar 2021   | Chiesa in Valmalenco | Snowboardcross        | Alessandro Hämmerle  | Merlin Surget      | Hagen Kearney       |
| 30. Januar 2021   | Moskau               | Parallelslalom        | Dmitri Karlagatschew | Žan Košir          | Edwin Coratti       |
| 6. Februar 2021   | Bannoye              | Parallel-Riesenslalom | Dmitri Loginow       | Igor Slujew        | Mirko Felicetti     |
| 7. Februar 2021   | Bannoye              | Parallelslalom        | Dmitri Loginow       | Stepan Naumov      | Andrei Sobolew      |
| 18. Februar 2021  | Reiteralm            | Snowboardcross        | Alessandro Hämmerle  | Lucas Eguibar      | Mick Dierdorff      |
| 4. März 2021      | Bakuriani            | Snowboardcross        | Éliot Grondin        | Lukas Pachner      | Lorenzo Sommariva   |
| 5. März 2021      | Bakuriani            | Snowboardcross        | Omar Visintin        | Kalle Koblet       | Alessandro Hämmerle |
| 6. März 2021      | Rogla                | Parallel-Riesenslalom | Žan Košir            | Andrei Sobolew     | Oskar Kwiatkowski   |
| 14. März 2021     | Calgary              | Slopestyle            | Wettkampf abgesagt   | Wettkampf abgesagt | Wettkampf abgesagt  |
| 20. März 2021     | Veysonnaz            | Snowboardcross        | Alessandro Hämmerle  | Hagen Kearney      | Merlin Surget       |
| 20. März 2021     | Berchtesgaden        | Parallelslalom        | Aaron March          | Alexander Payer    | Arvid Auner         |
| 20. März 2021     | Aspen                | Slopestyle            | Marcus Kleveland     | Redmond Gerard     | Mark McMorris       |
| 21. März 2021     | Aspen                | Halfpipe              | Yūto Totsuka         | Raibu Katayama     | André Höflich       |
| 28. März 2021     | Silvaplana           | Slopestyle            | Marcus Kleveland     | Liam Brearley      | Chris Corning       |

### Weltcupstände Männer
Gesamtwertungen
| Rang | Name               | Punkte |
| ---- | ------------------ | ------ |
| 1    | Marcus Kleveland   | 260    |
| 2    | Yūto Totsuka       | 200    |
| 3    | Liam Brearley      | 152    |
| 4    | Max Parrot         | 150    |
| 5    | Sven Thorgren      | 124    |
| 6    | Niklas Mattsson    | 121    |
| 7    | André Höflich      | 110    |
| 8    | Leon Vockensperger | 109    |
| 9    | Raibu Katayama     | 106    |
| 10   | Mons Røisland      | 105    |

| Rang | Name               | Punkte |
| ---- | ------------------ | ------ |
| 1    | Aaron March        | 424    |
| 2    | Andreas Prommegger | 339    |
| 3    | Dmitri Loginow     | 333    |
| 4    | Žan Košir          | 329    |
| 5    | Alexander Payer    | 295    |
| 6    | Benjamin Karl      | 292    |
| 7    | Edwin Coratti      | 291    |
| 8    | Andrei Sobolew     | 290    |
| 9    | Igor Slujew        | 265    |
| 10   | Roland Fischnaller | 261    |

| Rang | Name                | Punkte |
| ---- | ------------------- | ------ |
| 1    | Alessandro Hämmerle | 430    |
| 2    | Éliot Grondin       | 304    |
| 3    | Merlin Surget       | 252    |
| 4    | Glenn de Blois      | 247    |
| 5    | Hagen Kearney       | 246    |
| 6    | Lorenzo Sommariva   | 246    |
| 7    | Omar Visintin       | 210    |
| 8    | Kalle Koblet        | 174    |
| 9    | Jake Vedder         | 168    |
| 10   | Lukas Pachner       | 162    |

Disziplinenwertungen
| Rang | Name               | Punkte |
| ---- | ------------------ | ------ |
| 1    | Roland Fischnaller | 215    |
| 2    | Igor Slujew        | 214    |
| 3    | Benjamin Karl      | 213    |
| 4    | Žan Košir          | 203    |
| 5    | Andreas Prommegger | 180    |
| 6    | Edwin Coratti      | 178    |
| 7    | Aaron March        | 166    |
| 8    | Oskar Kwiatkowski  | 159    |
| 9    | Andrei Sobolew     | 156    |
| 10   | Tim Mastnak        | 151    |

| Rang | Name                 | Punkte |
| ---- | -------------------- | ------ |
| 1    | Aaron March          | 258    |
| 2    | Dmitri Loginow       | 191    |
| 3    | Dmitri Karlagatschew | 187    |
| 4    | Alexander Payer      | 184    |
| 5    | Andreas Prommegger   | 159    |
| 6    | Andrei Sobolew       | 134    |
| 7    | Dario Caviezel       | 133    |
| 8    | Žan Košir            | 124    |
| 9    | Dmitri Sarsembajew   | 116    |
| 10   | Edwin Coratti        | 113    |

| Rang | Name            | Punkte |
| ---- | --------------- | ------ |
| 1    | Yūto Totsuka    | 200    |
| 2    | André Höflich   | 110    |
| 3    | Raibu Katayama  | 106    |
| 4    | Scott James     | 80     |
| 5    | David Hablützel | 72     |
| 6    | Chase Blackwell | 65     |
| 7    | Taylor Gold     | 65     |
| 8    | Jan Scherrer    | 62     |
| 9    | Ruka Hirano     | 60     |
| 10   | Lucas Foster    | 54     |

| Rang | Name               | Punkte |
| ---- | ------------------ | ------ |
| 1    | Marcus Kleveland   | 260    |
| 2    | Liam Brearley      | 116    |
| 3    | Leon Vockensperger | 109    |
| 4    | Niklas Mattsson    | 103    |
| 5    | Dusty Henricksen   | 90     |
| 6    | Redmond Gerard     | 80     |
| 7    | Chris Corning      | 75     |
| 7    | Mark McMorris      | 75     |
| 9    | Brock Crouch       | 58     |
| 10   | Rene Rinnekangas   | 58     |

| Rang | Name             | Punkte |
| ---- | ---------------- | ------ |
| 1    | Maxence Parrot   | 100    |
| 2    | Sven Thorgren    | 80     |
| 3    | Mons Røisland    | 60     |
| 4    | Takeru Otsuka    | 50     |
| 5    | Rene Rinnekangas | 45     |
| 6    | Hiroaki Kunitake | 40     |
| 7    | Liam Brearley    | 36     |
| 8    | Jonas Boesiger   | 32     |
| 9    | Clemens Millauer | 29     |
| 10   | Emil Zulian      | 26     |

## Frauen

### Podestplätze
| Datum             | Austragungsort       | Disziplin             | Sieger                     | Zweiter                         | Dritter                         |
| ----------------- | -------------------- | --------------------- | -------------------------- | ------------------------------- | ------------------------------- |
| 12. Dezember 2020 | Cortina d’Ampezzo    | Parallel-Riesenslalom | Ester Ledecká              | Selina Jörg                     | Ramona Theresia Hofmeister      |
| 17. Dezember 2020 | Carezza              | Parallel-Riesenslalom | Ramona Theresia Hofmeister | Ladina Jenny                    | Selina Jörg                     |
| 9. Januar 2021    | Kreischberg          | Big Air               | Zoi Sadowski-Synnott       | Kokomo Murase                   | Anna Gasser                     |
| 9. Januar 2021    | Scuol                | Parallel-Riesenslalom | Sofija Nadyrschina         | Ramona Theresia Hofmeister      | Julie Zogg                      |
| 12. Januar 2021   | Bad Gastein          | Parallelslalom        | Sofija Nadyrschina         | Cheyenne Loch                   | Selina Jörg                     |
| 22. Januar 2021   | Laax                 | Slopestyle            | Jamie Anderson             | Zoi Sadowski-Synnott            | Tess Coady                      |
| 23. Januar 2021   | Laax                 | Halfpipe              | Chloe Kim                  | Mitsuki Ono                     | Sena Tomita                     |
| 23. Januar 2021   | Chiesa in Valmalenco | Snowboardcross        | Michela Moioli             | Faye Gulini                     | Eva Samková                     |
| 24. Januar 2021   | Chiesa in Valmalenco | Snowboardcross        | Eva Samková                | Faye Gulini                     | Julia Pereira de Sousa Mabileau |
| 30. Januar 2021   | Moskau               | Parallelslalom        | Daniela Ulbing             | Sofija Nadyrschina              | Ramona Theresia Hofmeister      |
| 6. Februar 2021   | Bannoye              | Parallel-Riesenslalom | Ramona Theresia Hofmeister | Cheyenne Loch                   | Sabine Schöffmann               |
| 7. Februar 2021   | Bannoye              | Parallelslalom        | Julie Zogg                 | Cheyenne Loch                   | Tomoka Takeuchi                 |
| 18. Februar 2021  | Reiteralm            | Snowboardcross        | Michela Moioli             | Lindsey Jacobellis              | Chloé Trespeuch                 |
| 4. März 2021      | Bakuriani            | Snowboardcross        | Eva Samková                | Julia Pereira de Sousa Mabileau | Lindsey Jacobellis              |
| 5. März 2021      | Bakuriani            | Snowboardcross        | Charlotte Bankes           | Chloé Trespeuch                 | Faye Gulini                     |
| 6. März 2021      | Rogla                | Parallel-Riesenslalom | Ramona Theresia Hofmeister | Sofija Nadyrschina              | Julie Zogg                      |
| 14. März 2021     | Calgary              | Slopestyle            | Wettkampf abgesagt         | Wettkampf abgesagt              | Wettkampf abgesagt              |
| 20. März 2021     | Veysonnaz            | Snowboardcross        | Eva Samková                | Michela Moioli                  | Charlotte Bankes                |
| 20. März 2021     | Berchtesgaden        | Parallelslalom        | Julie Zogg                 | Selina Jörg                     | Carolin Langenhorst             |
| 20. März 2021     | Aspen                | Slopestyle            | Anna Gasser                | Hailey Langland                 | Enni Rukajärvi                  |
| 21. März 2021     | Aspen                | Halfpipe              | Chloe Kim                  | Queralt Castellet               | Sena Tomita                     |
| 28. März 2021     | Silvaplana           | Slopestyle            | Reira Iwabuchi             | Kokomo Murase                   | Tess Coady                      |

### Weltcupstände Frauen
Gesamtwertungen
| Rang | Name                 | Punkte |
| ---- | -------------------- | ------ |
| 1    | Anna Gasser          | 255    |
| 2    | Kokomo Murase        | 246    |
| 3    | Chloe Kim            | 200    |
| 4    | Reira Iwabuchi       | 190    |
| 5    | Zoi Sadowski-Synnott | 180    |
| 6    | Tess Coady           | 174    |
| 7    | Jamie Anderson       | 140    |
| 8    | Mitsuki Ono          | 130    |
| 9    | Queralt Castellet    | 120    |
| 10   | Sena Tomita          | 120    |

| Rang | Name                       | Punkte |
| ---- | -------------------------- | ------ |
| 1    | Ramona Theresia Hofmeister | 593    |
| 2    | Sofija Nadyrschina         | 532    |
| 3    | Julie Zogg                 | 512    |
| 4    | Selina Jörg                | 425    |
| 5    | Cheyenne Loch              | 413    |
| 6    | Ladina Jenny               | 267    |
| 7    | Tsubaki Miki               | 266    |
| 8    | Claudia Riegler            | 264    |
| 9    | Sabine Schöffmann          | 254    |
| 10   | Daniela Ulbing             | 250    |

| Rang | Name                            | Punkte |
| ---- | ------------------------------- | ------ |
| 1    | Eva Samková                     | 450    |
| 2    | Michela Moioli                  | 430    |
| 3    | Faye Gulini                     | 302    |
| 4    | Julia Pereira de Sousa Mabileau | 301    |
| 5    | Charlotte Bankes                | 285    |
| 6    | Chloé Trespeuch                 | 256    |
| 7    | Lindsey Jacobellis              | 241    |
| 8    | Manon Petit-Lenoir              | 228    |
| 9    | Raffaella Brutto                | 191    |
| 10   | Sofia Belingheri                | 166    |

Disziplinenwertungen
| Rang | Name                       | Punkte |
| ---- | -------------------------- | ------ |
| 1    | Ramona Theresia Hofmeister | 440    |
| 2    | Sofija Nadyrschina         | 283    |
| 3    | Selina Jörg                | 230    |
| 4    | Cheyenne Loch              | 225    |
| 5    | Julie Zogg                 | 217    |
| 6    | Ladina Jenny               | 191    |
| 7    | Claudia Riegler            | 152    |
| 8    | Tsubaki Miki               | 148    |
| 9    | Carolin Langenhorst        | 135    |
| 10   | Milena Bykowa              | 133    |

| Rang | Name                       | Punkte |
| ---- | -------------------------- | ------ |
| 1    | Julie Zogg                 | 295    |
| 2    | Sofija Nadyrschina         | 249    |
| 3    | Selina Jörg                | 195    |
| 4    | Cheyenne Loch              | 188    |
| 5    | Daniela Ulbing             | 172    |
| 6    | Ramona Theresia Hofmeister | 153    |
| 7    | Patrizia Kummer            | 138    |
| 8    | Sabine Schöffmann          | 133    |
| 9    | Tsubaki Miki               | 118    |
| 10   | Claudia Riegler            | 112    |

| Rang | Name              | Punkte |
| ---- | ----------------- | ------ |
| 1    | Chloe Kim         | 200    |
| 2    | Mitsuki Ono       | 130    |
| 3    | Queralt Castellet | 120    |
| 4    | Sena Tomita       | 120    |
| 5    | Haruna Matsumoto  | 86     |
| 6    | Kurumi Imai       | 76     |
| 7    | Leilani Ettel     | 71     |
| 8    | Maddie Mastro     | 61     |
| 9    | Elizabeth Hosking | 53     |
| 10   | Emily Arthur      | 48     |

| Rang           | Name                 | Punkte |
| -------------- | -------------------- | ------ |
| 1              | Anna Gasser          | 195    |
| 2              | Kokomo Murase        | 166    |
| 3              | Tess Coady           | 165    |
| 4              | Jamie Anderson       | 140    |
| Reira Iwabuchi | 140                  |        |
| 6              | Hailey Langland      | 112    |
| 7              | Laurie Blouin        | 86     |
| 8              | Enni Rukajärvi       | 84     |
| 9              | Melissa Peperkamp    | 81     |
| 10             | Zoi Sadowski-Synnott | 80     |

| Rang | Name                 | Punkte |
| ---- | -------------------- | ------ |
| 1    | Zoi Sadowski-Synnott | 100    |
| 2    | Kokomo Murase        | 80     |
| 3    | Anna Gasser          | 60     |
| 4    | Reira Iwabuchi       | 50     |
| 5    | Miyabi Onitsuka      | 45     |
| 6    | Annika Morgan        | 40     |
| 7    | Klaudia Medlová      | 36     |
| 8    | Katie Ormerod        | 32     |
| 9    | Enni Rukajärvi       | 29     |
| 10   | Julia Marino         | 26     |

## Mixed-Team
| Datum           | Austragungsort | Disziplin      | Sieger                                       | Zweiter                                    | Dritter                                   |
| --------------- | -------------- | -------------- | -------------------------------------------- | ------------------------------------------ | ----------------------------------------- |
| 13. Januar 2021 | Bad Gastein    | Parallelslalom | ÖsterreichAndreas Prommegger Claudia Riegler | DeutschlandStefan Baumeister Cheyenne Loch | RusslandDmitri Loginow Sofija Nadyrschina |
| 21. März 2021   | Berchtesgaden  | Parallelslalom | RusslandDmitri Loginow Sofija Nadyrschina    | SchweizDario Caviezel Julie Zogg           | DeutschlandStefan Baumeister Selina Jörg  |

Nationenwertungen
| Rang | Name        | Punkte |
| ---- | ----------- | ------ |
| 1    | Japan       | 2545   |
| 2    | Kanada      | 1704   |
| 3    | Österreich  | 1592   |
| 4    | Neuseeland  | 1415   |
| 5    | Schweiz     | 1060   |
| 6    | Schweden    | 1055   |
| 7    | Finnland    | 0951   |
| 8    | Italien     | 0827   |
| 9    | Norwegen    | 0792   |
| 10   | Deutschland | 0764   |

| Rang | Name        | Punkte |
| ---- | ----------- | ------ |
| 1    | Russland    | 1148   |
| 2    | Österreich  | 1115   |
| 3    | Deutschland | 1099   |
| 4    | Italien     | 0843   |
| 5    | Schweiz     | 0792   |
| 6    | Polen       | 0239   |
| 7    | Slowenien   | 0217   |
| 8    | Japan       | 0179   |
| 9    | Südkorea    | 0148   |
| 10   | Tschechien  | 0115   |

| Rang | Name | Punkte |
| ---- | ---- | ------ |
| 1    |      |        |
| 2    |      |        |
| 3    |      |        |
| 4    |      |        |
| 5    |      |        |
| 6    |      |        |
| 7    |      |        |
| 8    |      |        |
| 9    |      |        |
| 10   |      |        |